# Osmansko zauzimanje Siska 1593.
Bitka za Sisak, bila je četvrta od velikih bitaka za ovaj grad u osmanskim osvajačkim pohodima na Hrvatsku.

## Političko-vojna pozadina
Nakon katastrofalnog ishoda napada u lipnju 1593. Osmanlije su ponovile osvajački pohod. Sisak je i dalje bio "ključ Hrvatske", jer bi padom Siska bio otvoren put prema Zagrebu što je onda pretpostavljalo i konačno osvajanje čitave Hrvatske. 
Osmanske je snage vodio rumelijski beglerbeg Mehmed-paša.
Ova je godina označila kraj Malog rata, a uslijedio je Dugi rat u Ugarskoj i Hrvatskoj.

## Ishod bitke
Osmanlije su uspjele osvojiti grad, no od psihološkog učinka lipanjskog poraza Osmanlije nikad se nisu uspjele oporaviti. Već sljedeće godine hrvatske su snage oslobodile grad i vratile ga u hrvatske ruke. 
U isto vrijeme drugo krilo osmanske vojske napalo je Ugarsku. Vojska pod zapovjedništvom velikog vezira Sinan-paše (u. 1604./1596.) osvojila je Vesprim i Palotu, a potom se okrenula ka Beogradu. Čim su se osmanske snage povukle, austrijske, mađarske i hrvatske snage pošle su duž obiju strana Dunava, podsjele su Stolni Biograd.